# Macropeplus dentatus
Macropeplus dentatus är en tvåhjärtbladig växtart som först beskrevs av Janet Russell Perkins, och fick sitt nu gällande namn av I.Santos & Peixoto. Macropeplus dentatus ingår i släktet Macropeplus och familjen Monimiaceae. Inga underarter finns listade i Catalogue of Life.